# Західний внутрішній нафтогазоносний басейн
За́хідний вну́трішній нафтогазоно́сний басе́йн (англ. the Western Interior {Cretaceous} Basin) — розташований в США, штати Канзас, Оклахома, Айова, Небраска, Міссурі, Техас.

## Історія
Перші нафтові родовища відкриті в 1860 р. (Канзас). Промислове освоєння почалося в 1887 р.

## Характеристика
Площа близько 750 тис. км². Початкові промислові запаси нафти близько 3,7 млрд т, газу 4,4 трлн м³. Всього відкрито близько 5000 нафтових і понад 1600 газових родовищ. Найбільш великі: Панхандл-Хьюготон (запаси 2 трлн м³ газу і 195 млн т нафти), Шо-Вел-Там (175 млн т), Оклахома-Сіті (101 млн т). 3.В. Н.Б. — внутрішноплатформений басейн, що включає серію піднять та западин. Виконаний комплексом теригенно-карбонатних палеозойських порід максимальною потужністю 12-13 км. Поклади нафти і газу виявлені в піщаних і карбонатних горизонтах (близько 50) палеозойського розрізу в інтервалі 80-8083 м. Нафти в основному легкі і середні, малосірчисті. У складі газів, крім високого вмісту метану, відмічається значна кількість азоту і гелію.

## Технологія розробки
Видобуток — свердловинний. На території басейну є 18 нафто- і 90 газопереробних заводів.